# شیارهای واژن

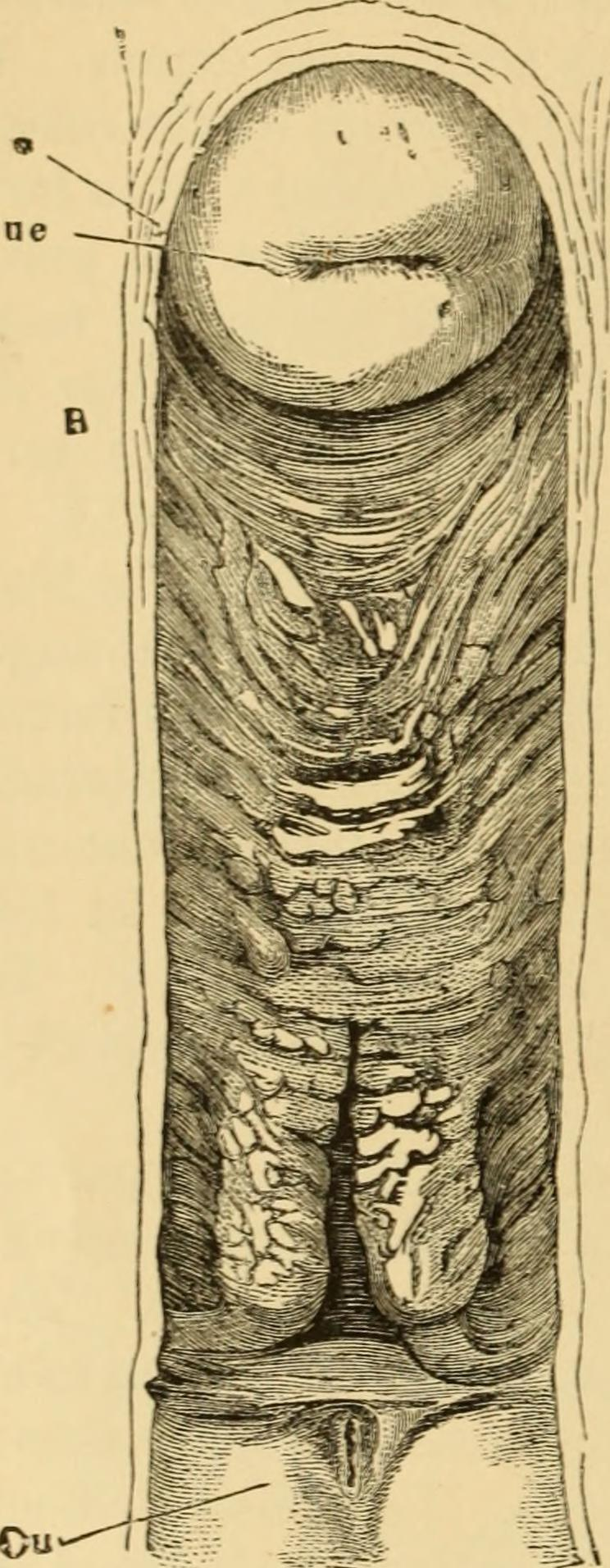
چین و شیارهای واژن در این تصویر از یک کتاب درسی پزشکی در ۱۸۹۱ نشان داده شده‌است

شیارهای واژن (انگلیسی: Vaginal rugae؛ تلفظ انگلیسی: واژینال روجی) برآمدگی‌های عرضی درون دیوارهٔ واژن هستند که از بافت‌های نگهدارنده و پوششی درون واژن در زنان تشکیل شده‌اند. برخی از وضعیت‌های پزشکی می‌توانند باعث محو شدن شیارهای واژن شوند که معمولاً با زایمان و افتادگی ساختارهای لگنی همراه هستند. شیارهای واژن به انعطاف‌پذیری و قابلیت ارتجاعی واژن و توانایی آن در انبساط و بازگشت به حالت قبلی کمک می‌کند. این ساختارها نه تنها اجازه انبساط و افزایش سطح بافت پوششی واژن را می‌دهند، بلکه فضای لازم را برای میکروبیوتای واژن را فراهم می‌کنند. شکل و ساختار شیارهای واژن توسط لامینا پروپریای واژن و شیارهای قدامی و خلفی حمایت و حفظ می‌شود.
رگه‌های ستونی دیواره قدامی و خلفی، ساختارهای پشتیبان عرضی واژن هستند که بین آن‌ها چین و شیارهای عرضی وجود دارد. سطح مقطع واژن به دلیل این ساختارها معمولاً شکلی شبیه حرف H تشکیل می‌دهد. 
شیارهای واژن در زنان مسن و کسانی که کمبود استروژن دارند ناپدید می‌شوند. احتمال دارد این چین و شیارها با افتادگی دیواره قدامی واژن ناپدید شود که ممکن است زمانی رخ دهد که بخش‌های نگهدارندهٔ بین واژن و مثانه آسیب ببیند و مثانه به داخل مجرای واژن برآمده شود. خودآزمایی واژینال شامل تلاش برای مشاهده این چین و شیارهاست. کالبدشناسان در اوایل سال ۱۸۲۴ شیارهای واژن را شناسایی و توصیف کردند.

## تکوین و تکامل
ظاهر و وجود شیارهای واژن در طول عمر زنان تغییر می‌کند و با چرخه‌های هورمونی، استروژن‌ها، زایمان، بلوغ و یائسگی مرتبط است. در طول معاینه پزشکی در دختران پیش از بلوغ، این چین و شیارها را می‌توان مشاهده کرد. شیارهای واژن بعد از یائسگی تغییر شکل می‌یابند. در برخی از زنان مسن تر، شیارهای واژن وجود دارد، اما صاف می‌شود و گاهی به سختی دیده می‌شود. در برخی دیگر، شیارهای واژن ناپدید می‌گردد.

## ملاحظات بالینی
ساختارهای دیگری نیز ممکن است روی دیواره واژن وجود داشته باشد، اگرچه اغلب این ساختارها را می‌توان از چین و شیارها متمایز کرد. کیست‌های واژن برآمدگی‌های کوچکی به داخل واژن هستند که در معاینه توسط پزشک قابل لمس هستند. کیست‌های واژن ممکن است به صورت برجستگی‌های کوچک ظاهر و بعد از زایمان ایجاد شوند. سایر ساختارها یا برآمدگی‌های کوچک می‌توانند کیست مجرای گارتنر، تکه‌های از بافت آندومتر و تومورهای خوش‌خیم باشند. این ساختارهای کیستی می‌توانند شیارها را از بین ببرند که سرنخی برای حضور کیست است. عدم وجود چین و شیارها در واژن طبیعی یک زن سالم ممکن است نشانه افتادگی مثانه (سیستوسل) یا رکتوسل باشد. انتروسل یا بیرون زدگی لوله گوارش از درون کانال واژن نیز می‌تواند باعث ناپدید شدن چین و شیارهای واژن شود. فقدان چین و شیارهای واژن نیز ممکن است نشانه‌ای از افتادگی اندام لگنی باشد. چین و شیارهای واژن در افرادی که کمبود استروژن دارند ناپدید می‌شوند.

## زایمان
شیارهای واژن ممکن است در مرحله دوم زایمان محو شوند. بعد از زایمان طبیعی، شیارها قابل مشاهده نیستند و دیواره‌های واژن صاف می‌شود. در هفته سوم پس از زایمان، واژن بسیار کوچکتر شده و شیارها روی دیواره‌های واژن دوباره شروع به شکل‌گیری می‌کنند. شش هفته پس از تولد، چین و شیارها تقریباً به همان اندازه قبل از تولد بازگشته‌اند. تعداد کلی شیارها پس از زایمان کاهش می‌یابند. در زنانی که زایمان نکرده‌اند، چین و شیارها بیشتر از زنانی است که چندین بار زایمان کرده‌اند.